# IRC +10420
IRC +10420 eller V1302 Aquilae, är en ensam stjärna belägen i den norra delen av stjärnbilden Örnen. Den har en högsta skenbar magnitud av ca 11,66 och kräver ett teleskop för att kunna observeras. Baserat på parallax enligt Gaia Data Release 3 på ca 0,204 mas beräknas den befinna sig på ett avstånd av ca 16 000 ljusår (ca 5 000 parsec) från solen. Den rör sig bort från solen med en heliocentrisk radialhastighet av ca 101 km/s.

## Observation

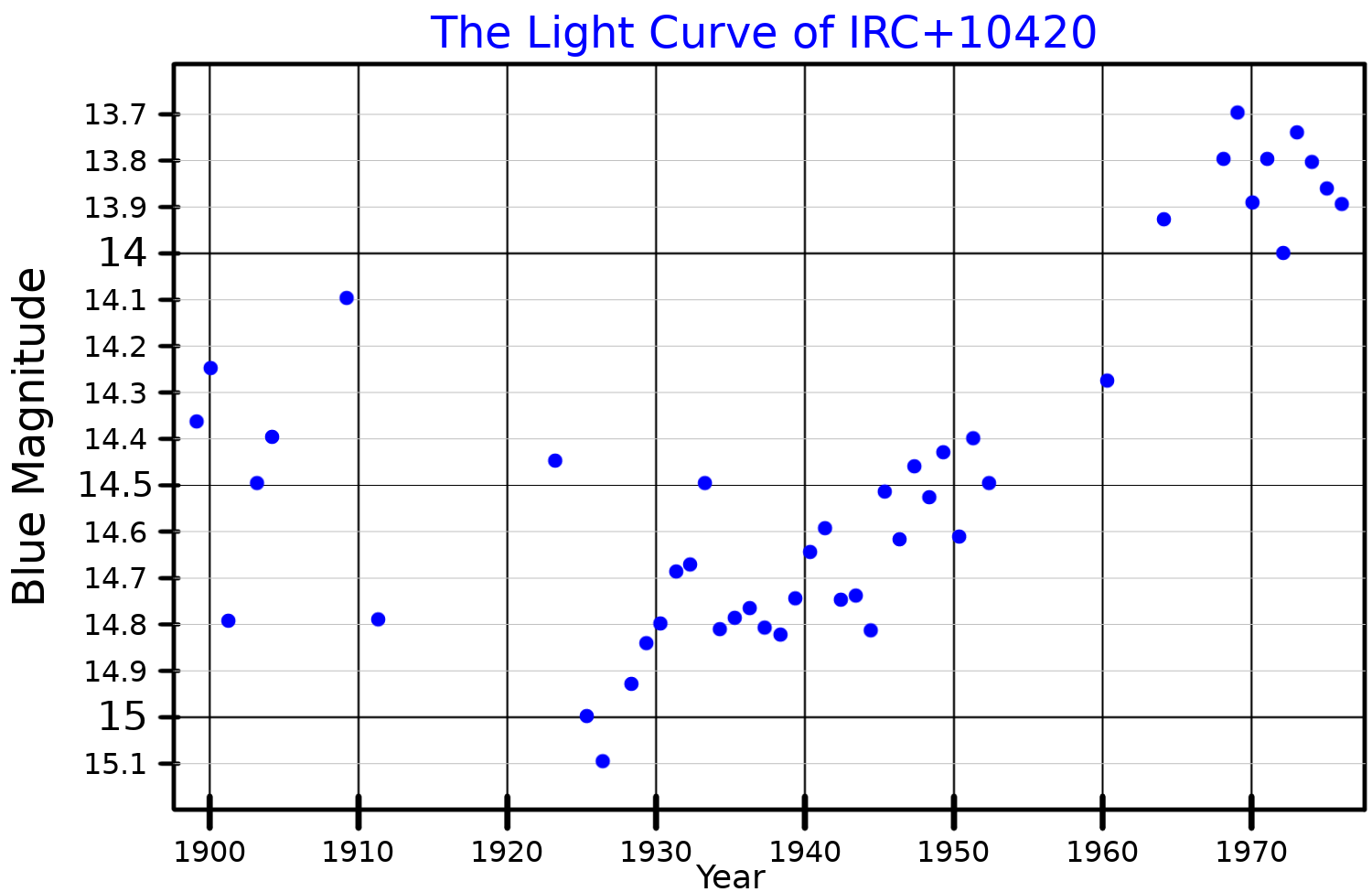
Ljuskurva i blåa bandet för IRC +10420, plottad från Gottlieb & Liller (1978)

IRC +10420 identifierades först i 1969 års infrarödkatalog över 2,2 mikron källor. Det noterades snabbt som ett mycket ovanligt objekt efter att ha upptäckts vid 20 mikron som en av de ljusaste källorna på himlen med ett stort överskott av infraröd strålning, och jämfördes med Eta Carinae under ett av dess utbrott, Den upptäcktes också vara en stark källa till OH-maseremission.
Den katalogiserades formellt som variabel stjärna V1302 Aquilae. Identifiering på historiska fotografiska plåtar visade möjliga oregelbundna variationer av ungefär en magnitud före 1925, följt av en jämn gradvis ökning av ljusstyrkan från magnitud 15 till ljusare än magnitud 14 1976.

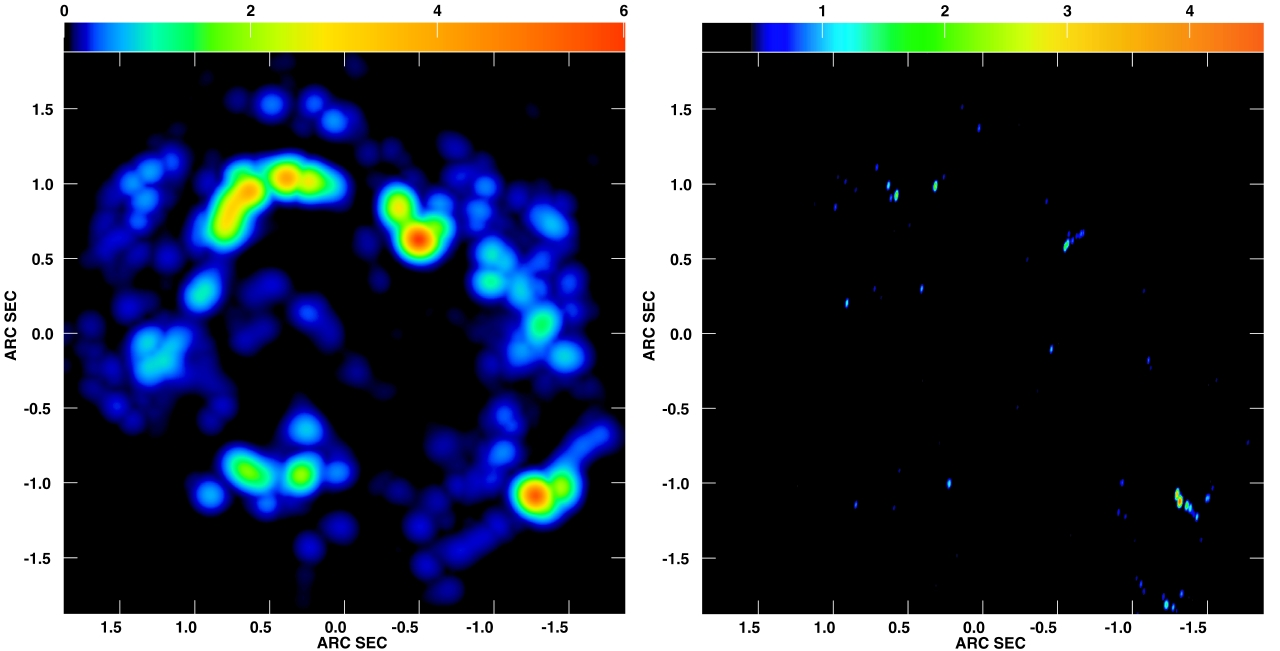
MERLIN och e- VLBI observationer av OH masers i IRC +10420
Kredit: Joint Institute for VLBI in Europe (JIVE)

Vissa författare hade grupperat IRC +10420 med de protoplanetära nebulosorna på grund av den omgivande nebulositeten, men den var allmänt erkänd som en mycket ljusstark superjätte.

## Egenskaper

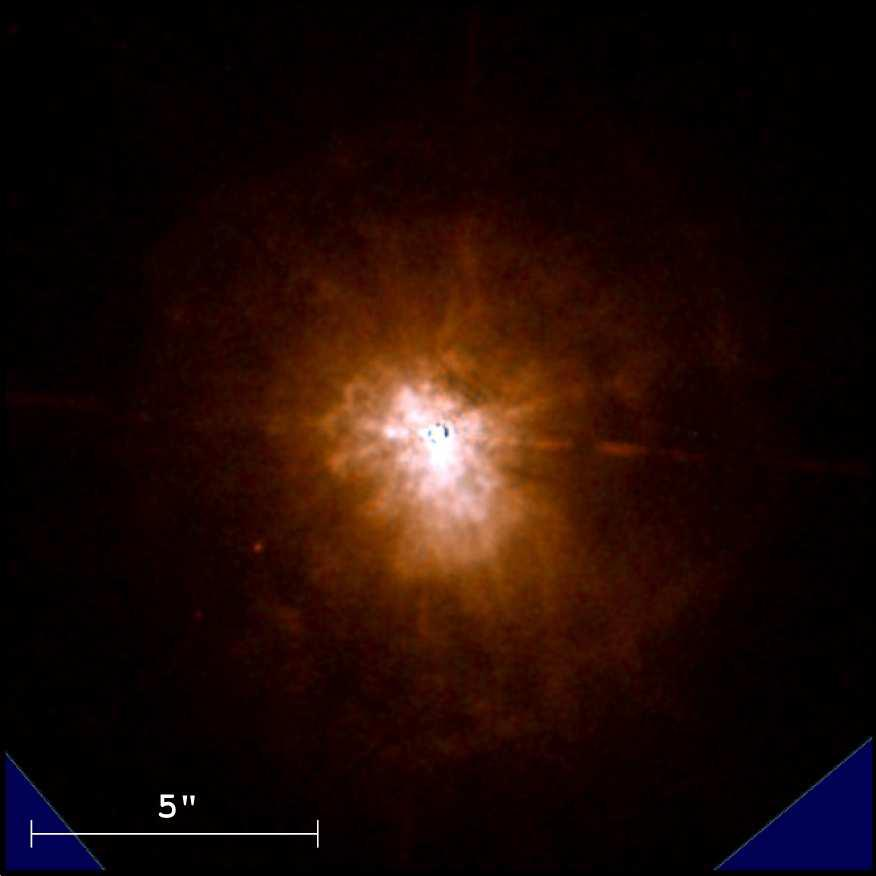
IRC +10420 och dess omgivande material

IRC +10420 är en ljusstark hyperjättestjärna av spektralklass F8 Ia. Den har en massa av ca 10 solmassor, en radie av ca 380 solradier och utsänder energi från dess fotosfär motsvarande ca 513 000 gånger solen vid en effektiv temperatur av ca 7 790
IRC +10420:s spektrum har förändrats från sent F till tidigt A under de närmaste decennierna efter millennieskiftet utan att ha visat förändringar i dess ljusstyrka. Detta tyder på att IRC +10420 är en före detta röd superjätte som utvecklas blått på Hertzsprung-Russell-diagrammet för att bli en lysande blå variabel, eller Wolf-Rayet-stjärna. Modeller tyder på att den började sitt liv som en stjärna med 40-50 solmassor men förlorade det mesta av dess massa på grund av starka stjärnvindar som lämnade den med bara 10 solmassor och att stjärnan - som faktiskt har en hög yttemperatur - är helt inkapslad i den materia som den har stött ut och uppträder som en falsk fotosfär, så IRC +10420 visar sig som en senare spektraltyp då det som kan observeras är den gas som har blåsts ut under stjärnans liv och inte stjärnan själv.

## Omgivande nebulosa
IRC +10420 är omgiven av en reflektionsnebulosa med en massa på 30-40 solmassor som har skapats av materialet som drivs ut av de starka stjärnvindarna från dess centrala stjärna. Denna nebulosa har studerats med hjälp av rymdteleskopet Hubble, som visar en komplex struktur som innehåller bågar, strålar och kondenser och som har jämförts med den som omger den röda hyperjätten VY Canis Majoris. Stjärnan och dess omgivande material har jämförts med IRAS 17163-3907.